# Préchacq-les-Bains
Préchacq-les-Bains (okzitanisch Preishac) ist eine französische Gemeinde im Département Landes in der Region Nouvelle-Aquitaine (vor 2016 Aquitaine). Die Gemeinde liegt im Süden des Départements und hat 797 Einwohner (Stand: 1. Januar 2022). Sie gehört zum Kanton Coteau de Chalosse im Arrondissement Dax. Die Einwohner werden Préchacquois genannt.

## Geografie
Préchacq-les-Bains liegt etwa 14 Kilometer ostnordöstlich von Dax. Der Adour begrenzt die Gemeinde im Westen und der Louts im Süden. Umgeben wird Préchacq-les-Bains von den Nachbargemeinden Pontonx-sur-l’Adour im Norden und Nordwesten, Gousse im Norden und Nordosten, Louer im Osten, Gamarde-les-Bains im Südosten, Goos im Süden sowie Téthieu im Westen.

## Bevölkerung
| Jahr      | 1962 | 1968 | 1975 | 1982 | 1990 | 1999 | 2006 | 2018 |
| --------- | ---- | ---- | ---- | ---- | ---- | ---- | ---- | ---- |
| Einwohner | 465  | 471  | 452  | 428  | 462  | 462  | 568  | 757  |

## Sehenswürdigkeiten
- Kirche Saint-Jean-Baptiste

## Persönlichkeiten
- Étienne de Vignolles (um 1390–1443), Ritter an der Seite Johannas von Orleans, möglicherweise hier geboren

## Thermalquellen
Der Ort ist als Heilbad für seine schwefelhaltigen Thermalquellen bekannt. 